# Liste der Mitglieder der American Academy of Arts and Sciences/1801
Im Jahr 1801 wählte die American Academy of Arts and Sciences zwei Personen zu ihren Mitgliedern.

## Neugewählte Mitglieder
- William Paterson (1745–1806)
- Samuel Sewall (1757–1814)